# Emmanuel de Rohan-Polduc
Emmanuel de Rohan-Polduc   (La Manxa, 18 d'abril de 1725 - La Valletta, 14 de juliol de 1797) fou Gran Mestre de l'Orde de Malta entre 1775 i 1797. Va néixer a Espanya, concretament a La Mancha, ja que el seu pare s'havia exiliat després de la Conspiració de Pontcallec a Bretanya el 18 d'abril de 1725. De jove va servir a la cort espanyola i després a Parma. També va ser ambaixador extraordinari davant de l'emperador Francesc I d'Àustria.
Gràcies a un escrit papal, Rohan va ser rebut a l'Ordre de Sant Joan a la Llengua de França. Va ser nomenat Agutzil, i el 1755 Capità General de la Armada de l'Orde. Després de la mort el 1773 del Gran Mestre Manuel Pinto da Fonseca, Rohan va ser considerat un successor potencial, però Francisco Ximenez de Texada va ser elegit en el seu lloc. El regnat de Ximenes va ser impopular a causa de la fallida de l'Orde. Després de la mort de Ximenes, Rohan va ser elegit Gran Mestre el 12 de novembre de 1775. L'any següent va convocar un Capítol General de l'Orde, el primer que se celebrava des de 1631.
Rohan va intentar guanyar-se el respecte de la gent de l'illa de Malta i es va convertir en un Gran Mestre popular. El 21 de juny de 1777, va elevar el poble de Żebbuġ a l'estatus de ciutat, anomenant-lo Città Rohan. L'escut d'armes de Żebbuġ conté les armes de la Casa de Rohan, en honor del Gran Mestre. Es va construir l'Arc De Rohan que commemora aquest esdeveniment el 1798.
Rohan va compilar el Code de Rohan, un llibre de dret constitucional publicat en dos volums el 1782. També va ser responsable de la publicació del Diritto Municipale el 1784.
Rohan va instituir el Anglo-Baviera Llengua, que es trobava a l'l'antic Palau Carniero. El 1797, va establir les Gran Priorat de Rússia, que més tard es va convertir en la tradició russa dels Cavallers Hospitalers.
El 1792, Rohan va encarregar i finançar parcialment la construcció de Fort Tigné. Torre de Sant Llucià també es van actualitzar durant la magistratura de Rohan, i el complex va ser rebatejat com a Fort Rohan el 1795 en honor al Gran Mestre. Va ser reconstruït com a Torre de Sant Llucià a la dècada de 1870, però encara conserva l'escut d'armes de Rohan a la façana.
Els últims anys de la magistratura de Rohan van ser problemàtics, a causa de la decadència de l'Ordre a causa de la Revolució Francesa. Rohan va patir un ictus el 1792 i la seva salut va començar a deteriorar-se. Va morir el 14 de juliol de 1797 i va ser enterrat a Cocatedral de Sant Joan a La Valletta. Les seves últimes paraules van ser "Jo, en tot cas, sóc l'últim gran mestre, almenys d'un ordre il·lustre i independent." Menys d'un any després de la seva mort, va envair Malta i va expulsar l'Orde de l'illa.